# Unhappy
Unhappy, também conhecida como Anne Happy (あんハピ♪, Anhapi♪) é uma série de manga escrita e ilustrada por Cotoji. É publicada na Manga Time Kirara Forward pela Houbunsha desde 2012. Uma adaptação em anime pela Silver Link será lançada em abril de 2016.

## Personagens
An Hanakoizumi (花小泉 杏, Hanakoizumi An) / Hanako (はなこ)
Ruri Hibarigaoka (雲雀丘 瑠璃, Hibarigaoka Ruri) / Hibari (ヒバリ)
Botan Kumegawa (久米川 牡丹, Kumegawa Botan) / Botan (ぼたん)
Hibiki Hagyū (萩生 響, Hagyū Hibiki) / Hibiki (ヒビキ)
Ren Ekoda (江古田 蓮, Ekoda Ren) / Ren (レン)

## Média

### Manga
Cotoji começou a serializar o manga na edição de fevereiro de 2013 da revista Manga Time Kirara Forward, lançada pela editora Houbunsha em dezembro de 2012. A série é publicada na América do Norte pela Yen Press, sob o título de Unhappy Go Lucky!.

#### Volumes
| N.º | Data de lançamento     | ISBN              |
| --- | ---------------------- | ----------------- |
| 1   | 12 de julho de 2013    | 978-4-8322-4319-4 |
| 2   | 12 de maio de 2014     | 978-4-8322-4441-2 |
| 3   | 12 de dezembro de 2014 | 978-4-8322-4501-3 |
| 4   | 13 de julho de 2015    | 978-4-8322-4587-7 |

### Anime
A série de anime será dirigida por Shin Ōnuma, escrita por Hitoshi Tanaka, e produzida pelo estúdio Silver Link, com o design das personagens feito por Miwa Oshima. Estreou no Japão em abril de 2016.